# 距骨

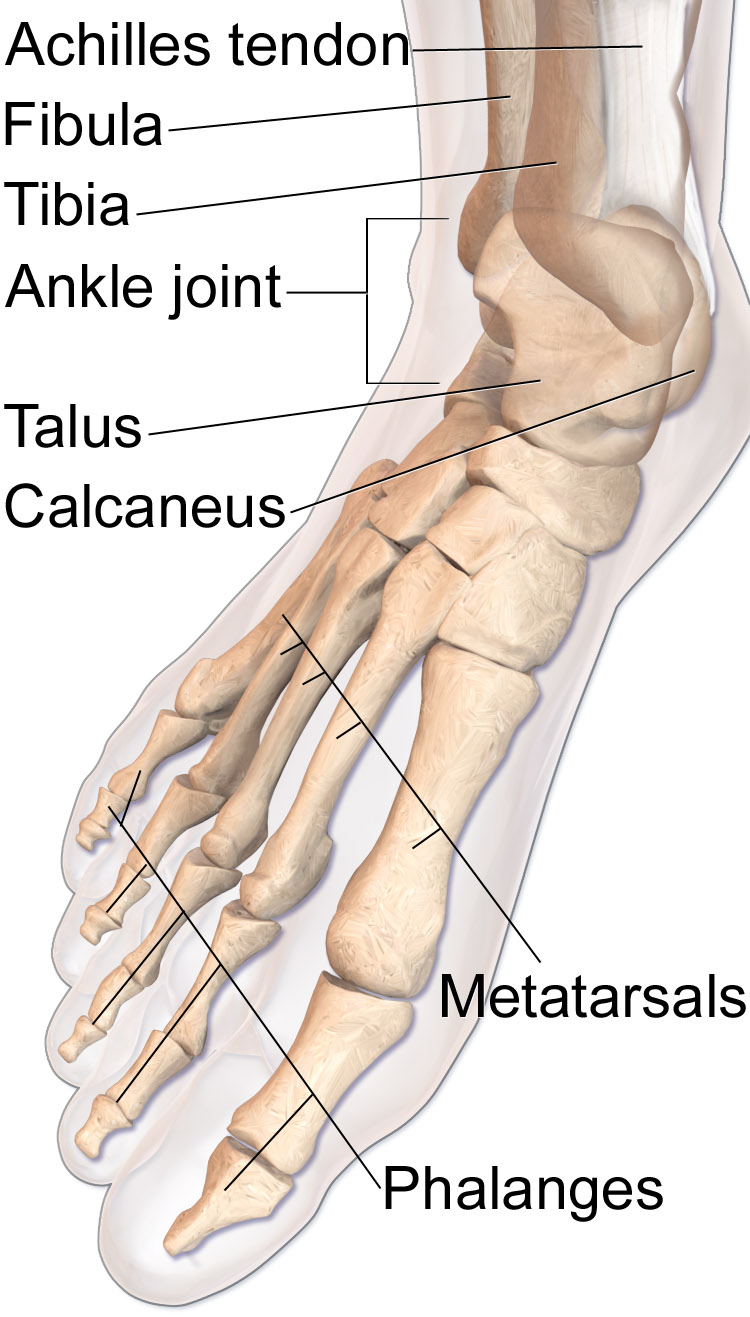
Talusが距骨

距骨（きょこつ、ラテン語: talus、英語: talus bone）は、四肢動物の後肢を構成する足根骨の一つである。舟状骨、踵骨とともに近位足根骨を構成し、足の内側後面にある。

## 距骨と関節する骨
- 脛骨
- 腓骨
- 舟状骨
- 踵骨

## 距骨から起始する筋肉
距骨には筋肉が一切付着していない。四方に靱帯が付着している。

## 動物の距骨の利用
古代のアジアや地中海世界では動物、特に羊の距骨（ラテン語：astragalus）はサイコロとして賭博や遊戯、占いに使用された。漢字では「骰子」と書くが、これは本来「投げる骨」を意味している。現代においても、モンゴルでは「シャガイ」と呼ばれる羊または狼の距骨が遊戯や吉兆を占うのに用いられている。

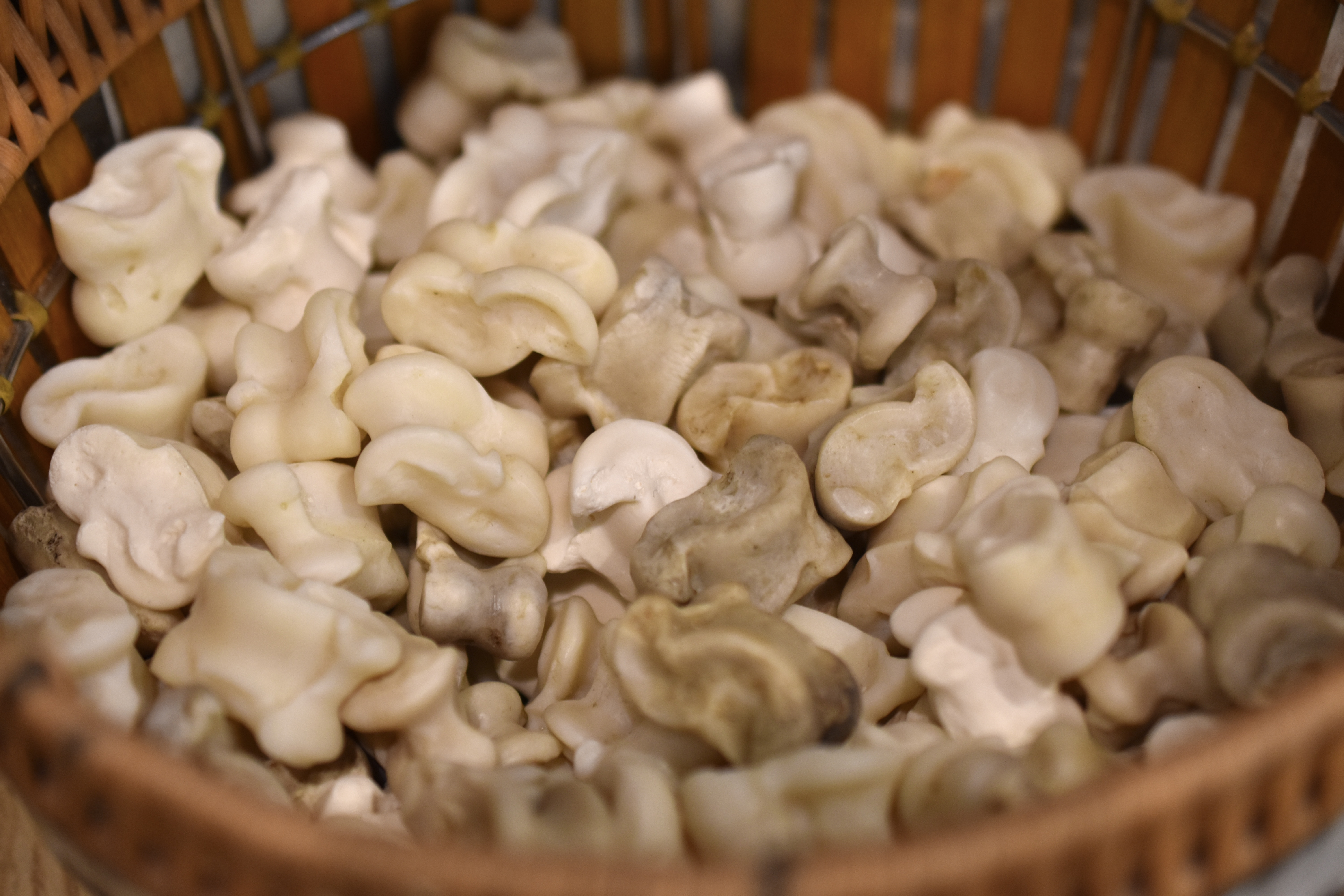
モンゴルのシャガイ（骰子）